# Diploglottis
Diploglottis é um género botânico pertencente à família Sapindaceae.

## Espécies
- Diploglottis campbellii
- Diploglottis cunninghamii